# Monument (Oregón)
Monument es una ciudad ubicada en el condado de Grant en el estado estadounidense de Oregón. En el año 2000 tenía una población de 151 habitantes y una densidad poblacional de 108.0 personas por km².

## Geografía
Monument se encuentra ubicada en las coordenadas 44°49′12″N 119°25′15″O / 44.82000, -119.42083.

## Demografía
Según la Oficina del Censo en 2000 los ingresos medios por hogar en la localidad eran de $24,000, y los ingresos medios por familia eran $45,714. Los hombres tenían unos ingresos medios de $38,750 frente a los $21,250 para las mujeres. La renta per cápita para la localidad era de $15,814. Alrededor del 17.1% de la población estaban por debajo del umbral de pobreza.